# Romeleåsen

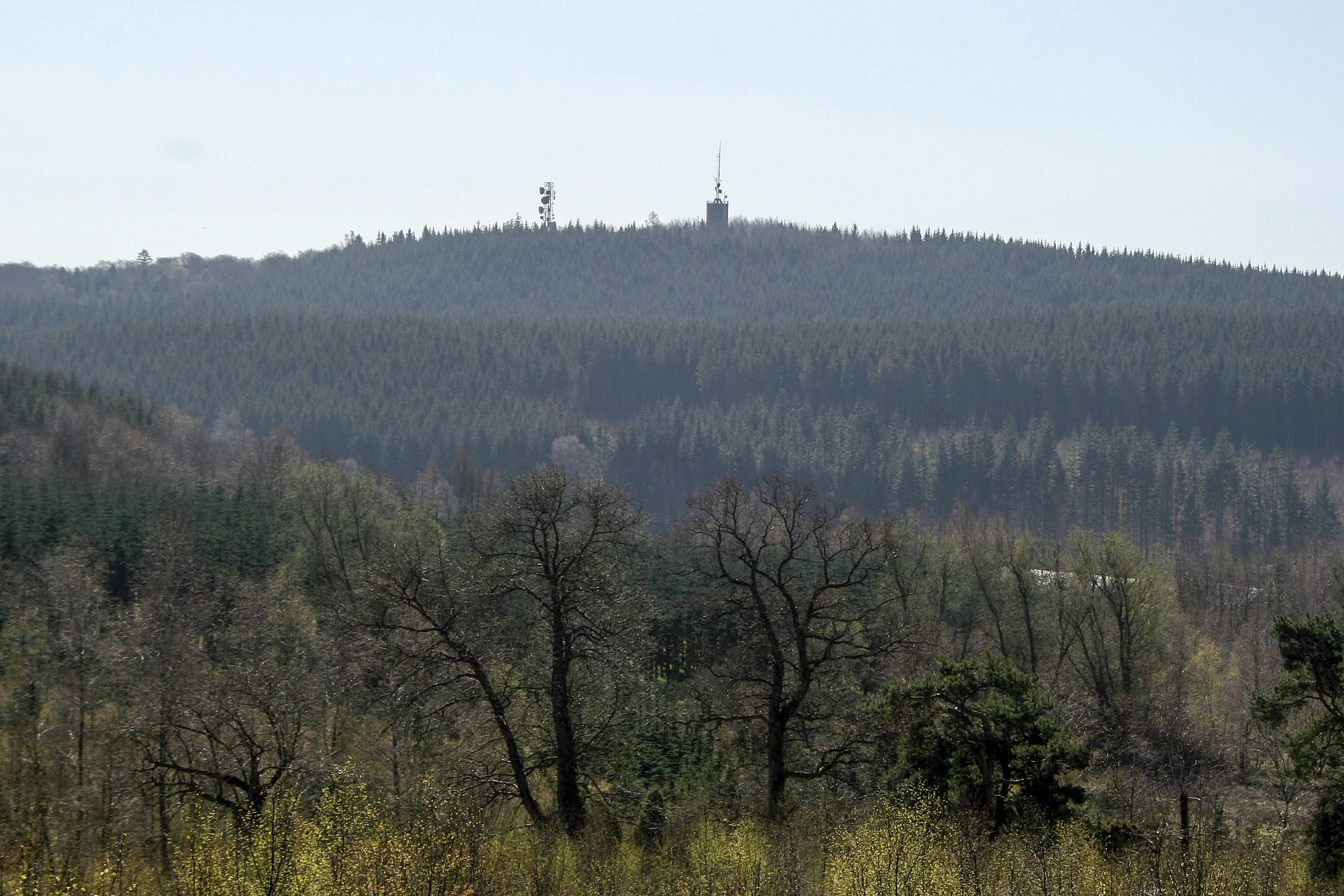
Der Romeleklint nahe Veberöd

Romeleåsen ist ein Höhenzug in der südschwedischen Provinz Skåne län und der historischen Provinz Schonen. Er erstreckt sich auf etwa 30 km Länge in südöstlicher, beziehungsweise nordwestlicher Richtung, zwischen den Städten Lund und Ystad.
Der südlichste Horst des Landes besteht im Unterschied zu umliegenden Gebilden aus Gneis und Gneisgranit. Es herrschen Heidelandschaften sowie dichte Laub- und Nadelwälder vor. Die höchste Erhebung ist der Kläggeröd mit 186 m ö.h., jedoch ist der nahe Veberöd liegende Romeleklint mit 175 m die am stärksten hervortretende Erhebung und bietet Aussicht Richtung Nord- und Südschonen sowie in westlicher Richtung bis nach Malmö und die Öresundbrücke.